# Tôn Kiện
Tôn Kiện (tiếng Trung: 孙健; Wade–Giles: Sun Chien; 1936 – tháng 11 năm 1997) là công nhân nhà máy từng được bổ nhiệm làm Phó Thủ tướng Quốc vụ viện từ năm 1975 cho đến năm 1978 trong giai đoạn cuối thời kỳ Cách mạng Văn hóa.

## Tiểu sử
Tôn Kiện chào đời năm 1936 tại vùng nông thôn huyện Định Hưng tỉnh Hà Bắc.. Năm 1951, ông đến Thiên Tân học nghề đảo cát nhà máy động cơ đốt trong, về sau trở thành một công nhân đúc nổi tiếng. Ông từng trải qua các chức vụ tổ trưởng sản xuất, trưởng ca, quản đốc phân xưởng,phó bí thư đoàn thanh niên. Năm 1958 gia nhập Đảng Cộng sản Trung Quốc và từng đảm nhận chức vụ Bí thư Đảng ủy. Tháng 8 năm 1973, tại Đại hội Đảng lần thứ X được bầu vào làm Ủy viên dự khuyết Trung ương Đảng Cộng sản Trung Quốc.
Tháng 11 năm 1973, giữ chức Ủy viên Thành ủy Thiên Tân, Ủy viên Thường vụ và Bí thư Ban Thường vụ Thành ủy Thiên Tân. Tháng 11 năm 1974, được cử làm Ủy viên Ủy ban Cách mạng thành phố Thiên Tân, Ủy viên Thường vụ và Phó Chủ nhiệm Ủy ban Cách mạng Thành phố Thiên Tân.
Tháng 1 năm 1975, tại hội nghị lần thứ nhất Đại hội Đại biểu Nhân dân toàn quốc khóa IV tổ chức tại Bắc Kinh được cử giữ chức Phó Thủ tướng Quốc vụ viện Cộng hòa Nhân dân Trung Hoa phụ trách sản xuất công nghiệp, lúc này ông mới 39 tuổi.
Tháng 7 năm 1976, ông dẫn đầu đoàn đại biểu chính phủ Trung Quốc tham gia nghi thức giao lưu đường sắt Tanzania, Zambia và thăm chính thức hai nước này. Tháng 10 cùng năm đó, sau khi đập tan Bè lũ Bốn tên, ông vẫn làm Phó Thủ tướng thêm hai năm nữa nhưng do thuộc phe cánh Bè lũ Bốn tên nên bị miễn chức vào mùa xuân năm 1978.
Ông đành quay trở lại công tác ở Thiên Tân, phải trải qua "cải tạo có giám sát" tại Nhà máy Động cơ Thiên Tân. Khi vợ ông là Bàng Tú Đình (庞秀婷) được phép đến thăm chồng mình, ông đã hứa với bà rằng ông sẽ không tự sát. Tôn Kiện trở lại đời sống cũ với tư cách là một công nhân nhà máy, mặc dù giờ đây ông được coi là trung tâm của sự chú ý vì từng là Phó Thủ tướng. Năm 1985, chính phủ cho phép ông thăng chức lên vị trí quản lý cấp trung, và Tôn được giao phụ trách khoản đầu tư 5 triệu đô la Mỹ của Đức vào dây chuyền sản xuất xe máy ở Thiên Tân. Sau đó, ông được bổ nhiệm làm quản lý của một công ty máy móc nhà nước tại Khu Phát triển Kinh tế-Công nghệ Thiên Tân (TEDA).
Tháng 11 năm 1997, ông qua đời vì bệnh ung thư phổi ở Thiên Tân, hưởng thọ 61 tuổi.